# Amaranthus bigelovii
Amaranthus bigelovii là loài thực vật có hoa thuộc họ Dền. Loài này được Uline & W.L.Bray mô tả khoa học đầu tiên năm 1894.